# 朝鮮語綴字法
朝鮮語綴字法（ちょうせんごていじほう、조선어 철자법）は、1954年に朝鮮民主主義人民共和国（以下「北」）で定めた朝鮮語の正書法である。この正書法は1966年に朝鮮語規範集（조선말규범집）が制定されるまで北で用いられた。ここでは北の現行正書法である1987年版朝鮮語規範集（以下「現行の正書法」）と異なる部分を中心に記述し、必要に応じて1933年制定の朝鮮語綴字法統一案とその改訂版、大韓民国（以下「南」）の現行正書法であるハングル正書法（한글 맞춤법）との違いなどについても言及する。

## 構成
朝鮮語綴字法は総則と本文（8章56項）からなる。章の構成は以下の通りである。
- 総則
- 第1章  字母の順序とその名称
- 第2章  語幹と吐の表記
- 第3章  合成語の表記
- 第4章  接頭辞と語根の表記
- 第5章  語根と接尾辞の表記
- 第6章  標準発音法および標準語に関する綴字法
- 第7章  分かち書き
- 第8章  文章符号

## 字母
字母の数については現在の北と同様に、合成字母を含めた全40個を正式の字母と認めており、現行の北の字母の順序もこのときに定められている（第1項）。字母の名称についても「ㄱ，ㄷ，ㅅ」を「기윽，디읃，시읏」とするなど、現在の北の名称と同じである。
また、字母の名称として「그，느，드…」のように1音節の名称を与えたのも、現在と同様である。また、この1音節の名称は、朝鮮語新綴字法を除けば、この正書法から始まったものである。ただし、「ㅇ」については「으」としている。これを「응」と称するようになったのは、1987年改訂の朝鮮語規範集からである。

## 表記法
総則1で「朝鮮語綴字法は単語において一定の意味を持つ個々の部分を常に同一の形態で表記する形態主義の原則をその基本とする」と明示しており、1933年の朝鮮語綴字法統一案に依拠して形態主義を貫いている。

### 語幹と語尾・接尾辞の分離表記
語幹と語尾（助詞も含む）・接尾辞を分離して表記する形態主義的な表記法は現行の正書法や南の表記法と同じである。
語尾においてㄹの直後が濃音で発音されるものは平音でつづることになっている（第9項）。この規定は1933年の朝鮮語綴字法統一案に従っている。「-ㄹ가」は南ではその後「-ㄹ까」とつづるように変えたが、朝鮮語綴字法統一案のまま「-ㄹ가」とし現行の正書法に至っている。
用言の-아/-어形において、語幹末音がㅣ，ㅐ，ㅔ，ㅚ，ㅟ，ㅢである母音語幹は-여を付ける（第13項）。朝鮮語綴字法統一案では-어とつづるとしており、南の正書法もそれに従っている。「-여」とつづるこの規定は1930年に朝鮮総督府が定めた「諺文綴字法」の規定に従ったものである。
「낮추다（低める）」などの「-추-」は1933年の朝鮮語綴字法統一案（初版）で「-후-」とし、1940年改訂版で現行の「-추-」に改められたが、この正書法では1940年改訂版に従い「-추-」としている（第25項）。従って、この点については南北で違いはない。
朝鮮語綴字法統一案で認められていた語幹末の2文字の終声表記「ᇚ」は、この正書法では認められていない（第12項）。この表記は古語に用いられるものであるため、現代朝鮮語の表記には不要と判断されたのであろう。

### 合成語の表記
合成語において [t] 音が挿入されるもの（いわゆる「사이시옷」‘間のㅅ’）や濃音化が生ずるもの、また [n] 音が挿入されるものについては、形態素の境界に「사이표（間標）」と称されるアポストロフィ「’」を付けた（第19項、第24項）。この사이표は朝鮮語綴字法統一案の1940年改訂版において定められた사이시옷を符号化したものと見られ、朝鮮語新綴字法から採用されている。
| 54年「綴字法」 | 40年改訂「統一案」 | 南の現行正書法 | 日本語 |
| -------------- | ------------------ | -------------- | ------ |
| 기’발          | 기ㅅ발             | 깃발           | 旗     |
| 등’불          | 등ㅅ불             | 등불           | 灯火   |
| 담’요          | 담ㅅ요             | 담요           | 毛布   |
| 대’잎          | 대ㅅ잎             | 댓잎           | 竹の葉 |

### 漢字語の表記
語頭に「ㄹ，ㄴ」が来る漢字語は、いわゆる頭音法則に従わず「ㄹ，ㄴ」とつづり、発音も［ㄹ，ㄴ」］とするのを原則としている（第5項）。語頭で「ㄹ，ㄴ」をつづる表記法は朝鮮語綴字法統一案に従っておらず、諺文綴字法に従った形になっているが、形態素を常に同一の形で表記するという原則によるものであろう。
- 락원（楽園），류학（留学）
- 녀자（女子），뉴대（紐帯）

慣用音を発音通りにつづるのを認めているのは、現行の南北の正書法と同じである。ただし、本来「ㄴㄴ」であるものが［ㄹㄹ］と発音されるものについては「ㄴㄴ」とつづることにしている（第39項）。
- 노예 ＜ 노례（奴隷），허락 ＜ 허낙（許諾）
- 곤난 ― 南 곤란（困難）

### 縮約形の表記
하다（する）が縮約されて激音化するものは、語幹と語尾の間に1文字で「ㅎ」を表記するのを原則とし、語尾を激音字母で表記するのを許容とした（第17項）。語幹と語尾の間に1文字で「ㅎ」を表記するのは1933年の朝鮮語綴字法統一案に従ったものであるが、朝鮮語綴字法統一案では許容されなかった激音字母での表記はこの正書法で許容されている。現行の正書法では激音字母での表記のみが認められている。
| 原則     | 許容   | 日本語 |
| -------- | ------ | ------ |
| 가ㅎ다   | 가타   | 可なり |
| 다정ㅎ다 | 다정타 | 親しい |

## 分かち書き
分かち書きについては総則3で「文において単語は原則的に分かち書きする」とあり、分かち書きの原則は1933年の朝鮮語綴字法統一案と同じであると見てよい。語尾（助詞を含む）は前に付けて書く。1966年の朝鮮語規範集では「1つの対象としてまとめられる単位」という概念を設定し、「朝鮮民主主義人民共和国」のような1つの概念を表すものは「조선민주주의인민공화국」のように付けて書いたが、この正書法では単語単位の分かち書きが原則であるので「조선 민주주의 인민 공화국」とつづった。

## 文章符号
文章符号については現行の正書法とほぼ同じである。ただし挙げられている符号の種類は現行の正書法よりも少ない。句読点に「，．」を用いること、引用符に「《 》」を用いることなど、現行の正書法で用いられている主要な符号はこの正書法で定められた。